# Університет імені П'єра і Марії Кюрі
Університет П'єра і Марії Кюрі – Паризький університет (фр. Université Pierre et Marie Curie або Université Paris VI або Університет Париж VI) – колишній французький університет, основний правонаступник факультету природничих наук Паризького університету. У 2017 був перетворений на Університет Сорбонна.
Університет П'єра і Марії Кюрі сьогодні є найбільшим науково-медичним комплексом у Франції. Він має 180 лабораторій, більшість з яких пов’язана з CNRS.
Розташований в кампусі Жуссьє, станція метро «Жуссьє».
Університет має тісні зв'язки з багатьма вишами інших країн, а більшість з 30 000 студентів приїздить на навчання з-за кордону.

## Історія
Історія університету починається в 1901 році, коли було створено факультет природничих наук. У 1946 році було прийнято рішення побудувати кампус в Парижі на місці Ле-аль-о-вен (фр. Les halles aux vins). Це місце було вибране зокрема й через те, що раніше там знаходилося Абатство Святого Віктора засноване Гійомом з Шампо, яке було важливим філософським та навчальним центром в Середньовіччі. В 1959 році проходить інаугурації кампуса і він отримує назву Жюссьє на честь французького ботаніка Антуана Лорана де Жюссьє. Планувалося побудувати кампус в три етапи для 20 000 студентів, але на початку 70-х реальна кількість студентів перевищила на 10 000 чоловік початкові плани і було вирішено не проводити третій етап.
Сучасний університет засновано в 1971 році на базі факультету природничих наук. У 1974 році офіційно отримав назву «Університет П'єра та Марі Кюрі» . У 1990 році до університету приєднують інститут імені Анрі Пуанкаре, в 2001 - Інститут астрофізики Парижа, в 2005 році створено інститут з навчання докторів наук та засновано політехнічну школу при університеті.

## Структура
До складу університету входять 7 факультетів та 5 інститутів.

### Факультети
- Факультет медицини імені П'єра та Марі Кюрі
- Факультет хімії
- Факультет фізики
- Факультет інженерії
- Факультет математики
- Факультет біології
- Факультет навколишнього середовища , біорізноманіття та землі

### Інститути
- Інститут астрофізики Парижа
- Інститут імені Анрі Пуанкаре
- Інститут з підготовки докторів наук
- Політехнічний інститут при університеті
- Інститут статистики університету Парижа